# Sønder Alslev Sogn
Sønder Alslev Sogn er et sogn i Falster Provsti (Lolland-Falsters Stift).
I 1800-tallet var Sønder Alslev Sogn anneks til Sønder Kirkeby Sogn. Begge sogne hørte til Falsters Sønder Herred i Maribo Amt. Sønder Kirkeby-Sønder Alslev sognekommune blev ved kommunalreformen i 1970 indlemmet i Stubbekøbing Kommune, der ved strukturreformen i 2007 indgik i Guldborgsund Kommune.
I Sønder Alslev Sogn ligger Sønder Alslev Kirke.
I sognet findes følgende autoriserede stednavne:
- Alslevgård (landbrugsejendom)
- Garret Huse (bebyggelse)
- Hovedskov (areal)
- Korselitse (bebyggelse, ejerlav, landbrugsejendom)
- Lerhuse (bebyggelse)
- Skånebro Huse (bebyggelse)
- Sønder Alslev (bebyggelse, ejerlav)
- Sønder Alslev Strand (bebyggelse)
- Tromnæs (areal, bebyggelse)